# Lake Varuna
Der Lake Varuna ist ein See an der Prinzessin-Astrid-Küste des ostantarktischen Königin-Maud-Lands. Er liegt in der Schirmacher-Oase.
Indische Wissenschaftler benannten ihn. Der weitere Benennungshintergrund ist nicht überliefert. Wahrscheinlicher Namensgeber ist die indische Gottheit Varuna.